# Зурабишвили, Франсуа
Франсуа Зурабишвили (груз. ფრანსუა ზურაბიშვილი, 28 августа 1965, Пуатье — 19 апреля 2006, XII округ Парижа) — французский философ, специализировавшийся на трудах Жиля Делёза и Баруха Спинозы. 

## Биография
Франсуа Зурабишвили был сыном композитора Николя Зурабишвили, племянником историка Элен Каррер д’Анкосс и двоюродным братом писателя Эммануэля Каррера. В 1989 году он стал агреже, а в 1999 году получил докторскую степень по философии. С 1988 по 2001 год он преподавал в лицее, был доцентом в Университете Поля Валери в Монпелье III и директором Международного философского колледжа с 1998 по 2004 год. Он покончил жизнь самоубийством в 2006 году и похоронен в русской церкви Святой Троицы в 16-м округе Парижа. 
Через год после смерти Зурабишвили Международный философский колледж и Высшая нормальная школа организовали коллоквиум на тему «Les physiques de la pensée selon François Zourabichvili» («Физика мышления по Франсуа Зурабишвили») под руководством Бруно Клемана и Фредерика Вормса. Мероприятие состоялось при участии Пьера Машери, Пьера-Франсуа Моро, Пьера Зауи, Паолы Маррати, Поля Р. Паттона, Паоло Годани и Мари-Франс Бади.

## Философия
Франсуа Зурабишвили работал в основном над концепциями «события» (event) и «литературности» (littéralité), вдохновляясь философией Делёза. Кроме того, он писал об эстетике, дисциплине, в которой он сосредоточил свой интерес с целью поиска связей между искусством и игрой. Он опубликовал несколько статей о фильмах Бориса Барнета и Дзиги Вертова.

## Избранная библиография
- La philosophie de Deleuze. Quadrige (P.U.F.): Manuel. с Paola Marrati, Anne Sauvagnargues[англ.]. Под редакцией P.U.F.
- La littéralité et autres essais sur l'art. Lignes d'art. Con Anne Sauvagnargues. Под ред. P.U.F.
- Leibniz et la barbarie. Editor Champ Vallon, 2005
- Spinoza. Une physique de la pensée, Paris, P.U.F., 2002
- Le conservatisme paradoxal de Spinoza. Enfance et royauté, Paris, P.U.F.
- Le vocabulaire de Deleuze, Paris, Ellipses, « Vocabulaire de... », 2003
- La philosophie de l'événement. París: PUF, 1994